# Sérgio Galvão
Sérgio Augusto Farias Galvão, mais conhecido como, Sérgio Galvão (Brasília, 1965) é um saxofonista brasileiro.

## Biografia
Filho caçula de uma família de mestres da música é irmão caçula do professor, compositor, maestro e etnomusicólogo Carlos Galvão que dirigiu a Escola de Música de Brasília por vários períodos e também coordenou o Curso Internacional de Verão da EMB por dez anos  e morreu em 2019 vítima de câncer no pulmão; do baterista Zequinha Galvão (falecido em 2009) e de Lula Galvão.
Na pré-adolescência, Sérgio tentou a carreira de atleta jogando basquete por um time de Brasília. Porém, na adolescência, apaixonou-se pelo clarinete, saxofone e flauta. Na Escola de Música de Brasília, onde obteve sua iniciação musical foram seus mestres: Manoel de Carvalho, Hugo Leuterung e Luiz Gonzaga Carneiro.
Participou do Revival da Orquestra do Maestro Cipó e atuou como solista ao lado de orquestras como a BRAPO e Orquestra Tabajara. Sérgio já dividiu palco com instrumentistas respeitados internacionalmente, como Nelson Faria, Cliff Korman, Guinga, Jeff Andrews, Adriano Giffoni, Altair Martins, Ian Guest, dentre tantos.
Lecionou saxofone e improvisação em algumas escolas de ensino musical no Rio de Janeiro, como o CIGAM (Centro Ian Guest de Aperfeiçoamento Musical) e o Instituto Antônio Adolfo de Aprendizado Musical. Além de Saxofone Popular no Curso Internacional de Verão da Escola de Música de Brasília, na qual teve ele o início de seus estudos.

## Trajetória
No final dos anos 1980 Sérgio era um dos integrantes da Obina Shok, banda que circulou pelo Brasil nos anos 1980. Com o fim da banda o músico mudou-se de Brasília para o Rio de Janeiro onde integrou a banda de Flávio Venturini na qual ficou por dez anos. Ao longo dos anos o saxofonista fez turnê e gravou com muitos dos principais artistas do cenário brasileiro como Rosa Passos, Roberto Menescal, Guinga, Roberto Carlos, Dori Caymmi, Simone, Cássia Eller, Djavan, Ed Motta, Jorge Benjor, Seu Jorge, Leny Andrade, Leila Pinheiro, Gilberto Gil e muitos outros.
Com mais de trinta anos de carreira, gravou (2014) e lançou seu primeiro CD, nos Estados Unidos intitulado Phantom Fish, em 2015. O CD teve início com parcerias do músico com Amanda Ruzza (baixista e compositora), David Feldman (piano), Bruno Aguilar (baixo elétrico) e Felipe Alves (bateria). O trabalho ainda conta com as participações especiais de Gilson Peranzzetta (piano) e Daniel D´Alcantara (trompete). No trabalho constam composições próprias e releituras de Moacyr Santos e Baden Poewll. O álbum entrou para a programação de mais de 160 rádios estadunidenses e atingiu o 118º lugar nas paradas. Com isso o músico fez uma turnê de cerca de três meses em que percorreu as costas leste e oeste dos Estados Unidos e se apresentou, inclusive, no Blue Note, casa de jazz no coração do Greenwich Village. Todos os grandes nomes do jazz se apresentaram no local desde o ano de sua fundação, em1981, incluindo Dave Brubeck, Oscar Peterson e Dizzy Gillespie.
O crítico Bill Milkowski publicou resenha  mencionando que o trabalho vai “na veia do jazz contemporâneo, de som vibrante e complexidade rítmica, acústico em boa parte, mas com sacadas elétricas”.
Phantom Fish foi indicado ao Grammy na categoria de Melhor Álbum-Latin Jazz e Melhor Jazz Solo.
"A música brasileira é muito tocada em outros países. É uma música que já foi lá com a Bossa Nova e vai indo e voltando. Tive muita sorte com o disco gravado em 2014, pois ele teve muita repercussão e me abriu muitas portas para esse mercado."

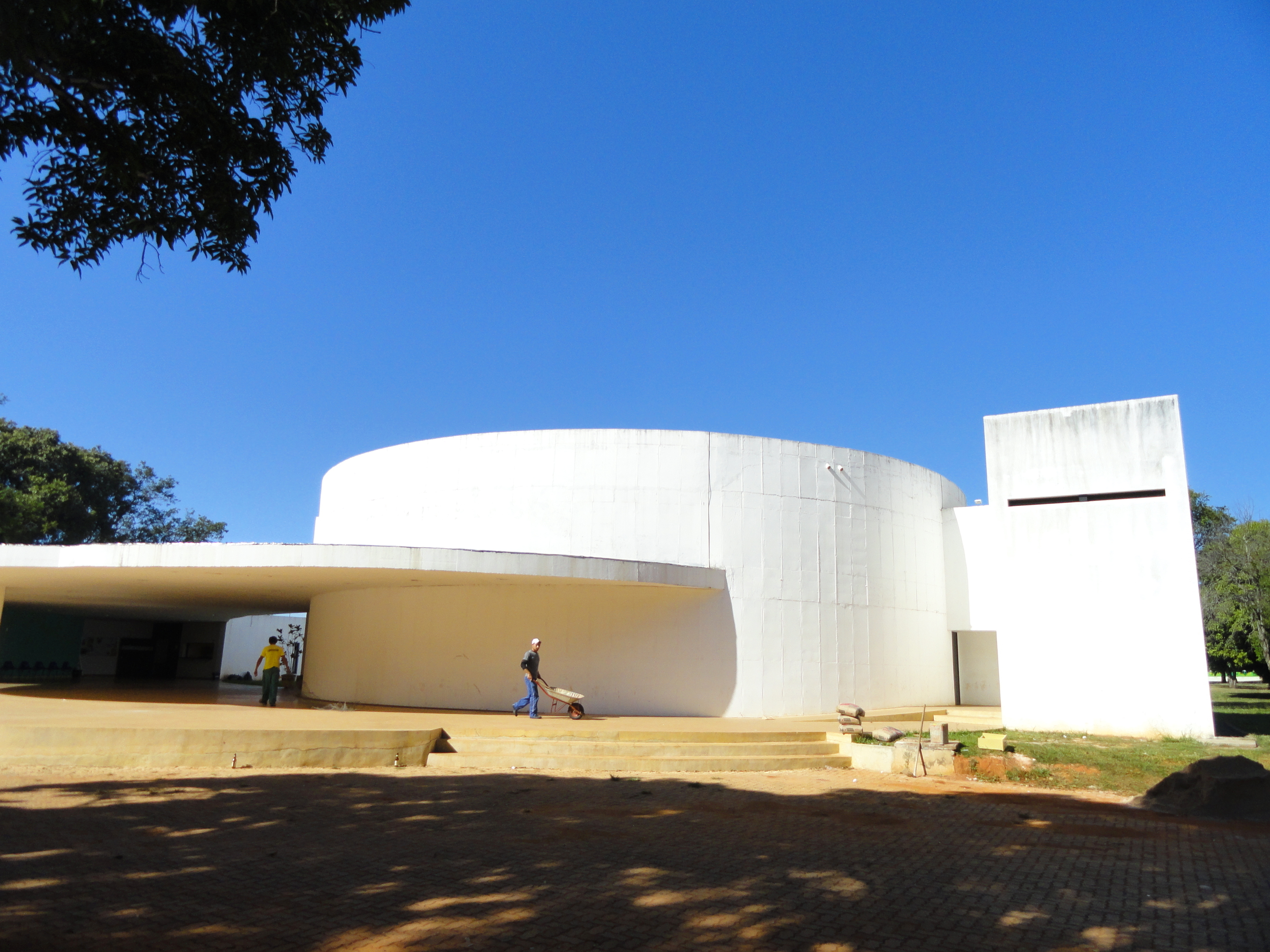
Em 2018 Sérgio Galvão realizou o sonho de tocar no Clube do Choro em Brasília

Morando na França desde 2015, Sérgio voltou ao Brasil em 2018 e realizou o sonho de se apresentar no Clube do Choro de Brasília e também de dividir o palco com o sobrinho neto Renato Galvão, na bateria. No show foram tocadas músicas dos CDs 2X2 e Phanton Fish. O CD 2 X 2 foi gravado na França em 2017 pelo grupo formado por Franck Enouff e Clement Ladais (músicos franceses) e Lupa Santiago (brasileiro), além de Sérgio Galvão.

## Discografia
● 2017 - 2 X 2
● 2015 - Phantom Fish
1. ↑  «Biografia de Sérgio Galvão». Letras.com.br. Consultado em 4 de setembro de 2020
2. ↑  Falleiros', 'Gustavo (14 de abril de 2014). «Saxofonista brasiliense Sérgio Galvão se destaca com show em Nova York». Acervo. Consultado em 6 de setembro de 2020
3. ↑  «Sérgio Galvão»
4. ↑  O Saxofone do Sérgio Galvão | Estúdio Móvel | TV Brasil | Cultura, 29 de outubro de 2014, consultado em 6 de setembro de 2020
5. ↑  «Sérgio Galvão | Instrumental SESC Brasil». www.instrumentalsescbrasil.org.br. Consultado em 1 de setembro de 2020
6. ↑  «..:: Lençóis Jazz e Blues Festival 2016 ::..». 2016.lencoisjazzeblues.com.br. Consultado em 4 de setembro de 2020
7. ↑  «Saxofonista brasiliense Sérgio Galvão se destaca com show em Nova York». www.correiobraziliense.com.br. Consultado em 4 de setembro de 2020
8. ↑  «Portal da Câmara dos Deputados». Portal da Câmara dos Deputados. Consultado em 1 de setembro de 2020
9. ↑  O Saxofone do Sérgio Galvão | Estúdio Móvel | TV Brasil | Cultura, 29 de outubro de 2014, consultado em 1 de setembro de 2020
10. 1 2  Torres*', 'Raphaella (7 de abril de 2009). «Sérgio Galvão vem a Brasília para primeiro show no Clube do Choro». Acervo. Consultado em 4 de setembro de 2020